# Мглин
Мглин — город в России, административный центр Мглинского района Брянской области. Образует Мглинское городское поселение.

## География
Расположен на реке Судынке, притоке Воронусы бассейна Ипути, в 125 км от Брянска.

## История
Мглин — один из древнейших городов Брянщины. Он расположен на крутом берегу реки Судынки, в 125 км от Брянска и в 28 км от железнодорожной станции Унеча. Свое название город получил от слова мгла, что, очевидно, связано с характером местности. В старину Мглин окружали дремучие леса, в которых даже днем было сумрачно, мглисто. Большое количество зелени, липовые и березовые аллеи на улицах, холмистый рельеф, близость широкой поймы Судынки делают город и его окрестности и сегодня необычно живописными.
В древности Мглин был ареной сражений русского народа с крымскими татарами, литовцами, поляками, шведами, французами. О прошлом края говорит название горы Столпище. Во времена вражеских набегов здесь стоял столб со смоляной бочкой, которую поджигали при появлении неприятеля. Это служило сигналом тревоги.
По мнению  историка государства Российского  Н.М.Карамзина  на месте нынешнего Мглина в XII веке стоял древний город Зартый, который был полностью разрушен татарами. Современными исследователями эта версия исключается, однако существуют попытки связать Мглин с летописным городом Зарой. Первое упоминание Мглина — в 1387 году в составе Великого княжества Литовского.
В 1652 году город окончательно перешел к русскому государству. Но захватчики не унимались. В 1661 году Мглин вновь отражал яростное нападение крымских татар, которые опять сильно разрушили город.
Через три года после этого, в 1664 году, под Мглином были разбиты польские войска русскими отрядами князей Прозоровского и Барятинского. Осенью 1708 года здесь шла упорная борьба против шведских завоевателей. Выполняя царский указ, горожане героически отражали натиск врага.
Находясь на границе с Польшей, город имел значение крепости и управлялся комендантами. 19 апреля 1764 года комендантство было отменено, место управителя занял городничий.
Летописные известия собственно о Мглине относятся к XIV веку. Литовские метрики за 1387 г. отмечают захват Мглина князем Ольгердом, который отдал город своему сыну Симеону. После Симеона Мглином владели его сын Юрий и внук Иван. В 1472 г. город был причислен к Смоленскому воеводству, а после разгрома литовских войск под Дорогобужем в 1500 г. отошел к России. Свыше 100 лет Мглин являлся пограничным городом Московского государства. В этот период были возобновлены земляные укрепления.
В Смутное время Мглин был захвачен польскими войсками и по Деулинскому соглашению 1618 г. перешел к Польше. В этот период в числе других городов Мглин получил привилегии по Магдебурскому праву. В 1652 г. Мглин заняли сторонники Богдана Хмельницкого и он стал сотенным городом Стародубского полка, а в 1654 г. по решению Переяславской Рады был возвращен России. Опись этого года зафиксировала в местечке Мглин "две церкви деревянные - во имя Воскресения Христова и Всемилоствого Спаса... В том же местечке старое земляное городище над речкою Судимкою, на горе; на том земляном городище острожка нет".
В 1661 г. город разрушен крымскими татарами, но быстро восстановлен. В 1666 г. среди других городов Мглин получил от царя Алексея Михайловича грамоту на возобновление привилегий, данных по Магдебурскому праву, сохранив также значение сотенного города. По сведениям начала XVIII века здесь числится 187 дворов и 44 бездворные хаты. Занятия жителей - торговля и промыслы. По ревизии 1723 г. в Мглине насчитывалось 130 казачьих дворов, 91 мещанский и 105 бездворных хат. В 1747 г. царица Елизавета Петровна подтвердила грамотой вольности, дарованные жителям города. Тем не менее в 1760 г. он был пожалован фельдмаршалу графу К.Г. Разумовскому.
С образованием в 1781 г. Новгород-Северского наместничества Мглин становится уездным городом. В 1787 г. в городе насчитывалось 609 домов, 14 лавок, 5 церквей. Мглин становится поветовым городом вновь образованной Малороссийской губернии, а с 1802 г. - Черниговской губернии.
Развитие промышленности (в 1842 г. - один свечной завод, в 1859 г. - салотопенный, кожевенный, 3 кирпичных и 6 гончарных заводов), рост численности населения (соответственно с 3500 до 8078 человек), накопление в городе торговых капиталов активизировали строительство, количество которых за этот период возрастает с 489 до 627. С 1884 г. число ярмарочных торгов увеличилось до 4 в год. По сведениями 1887 г., в Мглине насчитывается уже 825 дворов и 11426 жителей.
С проведением Брянско-Гомельской железной дороги, которая не прошла через Мглин, начинается экономический упадок города. В Мглине процветали лишь местные ремёсла. Начался заметный отток населения. Именно в этот период упадка житель Мглинского уезда А. К. Толстой к стихотворению А. С. Пушкина:
Есть в России город Луга

Петербургского округа.

Хуже б не было сего

Городишки на примете,

Если б не было на свете

Новоржева моего.
приписал следующие строки:
Город есть ещё один,

Называется он Мглин,

Мил евреям и коровам,

Сто́ит Луги с Новоржевом.
Сотенный город Стародубского полка в составе Гетманщины (1649–1782) , после уездный город Новгород-Северского наместничества (1781–1802). Уездный город Черниговской губернии (1802–1919). Уездный город Гомельской губ. (1919–1922). Затем находился в составе Клинцовского уезда Гомельской губ. (1922–26), Брянской губернии (1926–29). Районный центр Западной (1929–37), Орловской (1937–1944) и Брянской (1944–63, с 1966) областей.
В первые годы советской власти в городе были построены несколько предприятий по переработке сельскохозяйственной продукции, лесопильный завод.
В Великую Отечественную войну 16 августа 1941 года Мглин был оккупирован германскими войсками. Согласно сведениям Мглинского краеведческого музея, всего в период оккупации 2768 мирных граждан были убиты, в Мглинском концентрационном лагере погибли 300 военнопленных, 2565 человек были угнаны в Германию. Массовый расстрел еврейского населения Мглина произошел 2 марта 1942 года. В ходе Брянской наступательной операции Мглин был освобождён советскими войсками 22 сентября 1943 года.
После Великой Отечественной войны заново созданы крахмало-паточный завод, маслодельный, кирпичный, швейная фабрика, промкомбинат. Численность населения вновь достигла 8 тысяч человек.
Современный город имеет свой герб, известный с XVIII века: «В зелёном поле соединенные три золотые башни, из них средняя с воротами». В застройке исторического города (город Мглин входит в число 115 древнерусских городов России) сохранились памятники архитектуры. В 2024 году президент Украины Владимир Зеленский подписал указ «Об исторически населенных украинцами территориях РФ». Среди этих территорий есть и так называемая Стародубщина, к которой относилась и территория Мглинского района. В 1918-1920 существовало такое территориальное образование, как Украинская Народная Республика или сокращённо УНР. Мглин и его окрестности относились к Северщине. После ликвидации УНР территории оказались под контролем ВРКПУ, 10 марта 1919 была провозглашена УССР, в тот же день поднялся вопрос о передаче Стародубских уездов в состав  РСФСР, позже Мглинский уезд был передан в состав РСФСР, войдя в состав Гомельской губернии, а с 1926 года Брянской.   От украинского прошлого у некоторых граждан сохранились фамилии, оканчивающиеся на -о.

## Население
| 1856  | 1897  | 1913  | 1926  | 1931  | 1939  | 1959  | 1970  | 1979  |
| ----- | ----- | ----- | ----- | ----- | ----- | ----- | ----- | ----- |
| 7100  | ↗7600 | ↗9900 | ↘6500 | ↘6400 | ↗7290 | ↘6083 | ↗6100 | ↗6475 |
| 1989  | 1992  | 1996  | 1998  | 2000  | 2001  | 2002  | 2003  | 2005  |
| ↗7704 | ↗8300 | ↗8900 | ↗9000 | ↘8800 | →8800 | ↘8261 | ↗8300 | ↘8200 |
| 2006  | 2007  | 2008  | 2009  | 2010  | 2011  | 2012  | 2013  | 2014  |
| →8200 | →8200 | →8200 | ↗8219 | ↘7916 | ↘7887 | ↘7866 | ↘7785 | ↗7877 |
| 2015  | 2016  | 2017  | 2018  | 2019  | 2020  | 2021  |       |       |
| ↗8052 | ↗8161 | ↘7884 | ↘7578 | ↘7258 | ↘7145 | ↘6919 |       |       |

На 1 января 2025 года по численности населения город находился на 1022-м месте из 1124 городов Российской Федерации.
Национальный состав
По итогам переписи населения 2020 года проживали следующие национальности (национальности менее 0,1 % и другое, см. в сноске к строке «Другие»):
| Национальность | Численность, чел. | Доля     |
| -------------- | ----------------- | -------- |
| Русские        | 6636              | 95,91 %  |
| Украинцы       | 16                | 0,23 %   |
| Армяне         | 13                | 0,19 %   |
| Белорусы       | 7                 | 0,10 %   |
| Другие         | 247               | 3,57 %   |
| Итого          | 6919              | 100,00 % |

## Климат
Климат умеренно континентальный. Зима отличается неустойчивой погодой: от сильных морозов до продолжительных оттепелей, лето влажное и тёплое, но сильная жара бывает редко. Средняя температура самого холодного месяца года (января) составляет примерно −7 °С, самого тёплого (июля) — около +19 °С. Среднегодовая норма осадков — 620—630 мм.

## Экономика
Экономика Мглина не сильно развита. Из действующих предприятий остались маслосыродельный, крахмальный заводы, хлебозавод, лесхоз. В Мглине и районе много индивидуальных предпринимателей, владеющих лесопильными фабриками, магазинами.

## Образование, культура и спорт
Учебные заведения представлены двумя общеобразовательными школами: Мглинская СОШ № 1 и Мглинская СОШ № 2, Мглинской школой-интернатом, Мглинским техникумом агротехнологий (бывшее ПТУ-37) и филиалом Брянского института управления и бизнеса, образованным на базе Мглинской средней школы № 2.
В городе действует Мглинский краеведческий музей, находящийся в центральном парке культуры и отдыха.
Местный футбольный клуб «Зартый» выступает во втором дивизионе чемпионата Брянской области.
Сборная команды города Мглин по волейболу является чемпионом Брянской области.
В городе существует ДЮСШ, а также художественная и музыкальная школы.
В 2013 году открылся новый физкультурно-оздоровительный комплекс «Мечта» с бассейном и тренажерными залами.

## Русская православная церковь

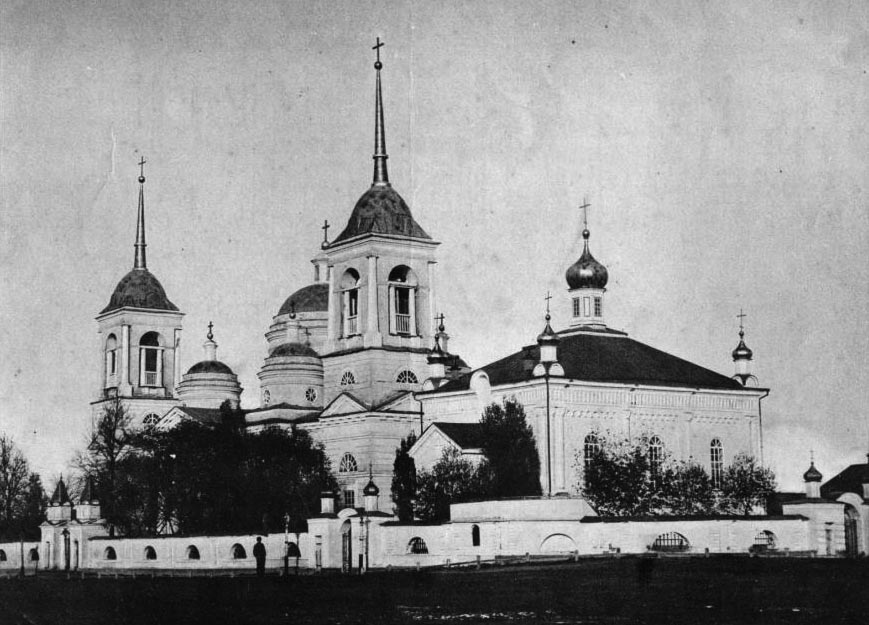
Успенский собор и церковь Святой Варвары во Мглине.
Фото приблизительно 1910 года

В городе находится огромный каменный собор Успения Богоматери (1815—1830) в стиле позднего классицизма, построенный в честь победы над Наполеоном. Также в городе есть старинные храмы Святой Варвары и Николая Чудотворца. В окрестностях города — сельские храмы в Новой Романовке и Высоком.

## Мглин в кино
Становлению советской власти в Мглине и уезде посвящён художественный фильм «Государственная граница. Мирное лето 21-го года».

## Известные уроженцы и люди
- Косач, Пётр Антонович  (укр. Петро Антонович Косач; 1 января 1842 — 15 апреля 1909) — украинский общественный деятель, отец Леси Украинки.